# Erik de Suède
Titre
Duc de Västmanland
20 avril 1889 – 20 septembre 1918
(29 ans et 5 mois)
Éric de Suède et de Norvège (en suédois : Erik av Sverige och Norge, hertig av Västmanland), titré duc de Västmanland, né  le 20 avril 1889 à Stockholm (Suède-Norvège) et mort le 20 septembre 1918 à Drottningholm (Suède), est un prince suédo-norvégien.

## Biographie
Troisième enfant, et de ce fait le plus jeune fils, du roi Gustave V et de sa femme, la reine Victoria, il est titré  duc de Västmanland à sa naissance.
Il souffre d'épilepsie et de retard mental. Dans ces conditions, il fait de très rares apparitions publiques, comme le prince John du Royaume-Uni à la même époque. En 1904, il est décoré chevalier de l'ordre du Lion norvégien par le roi Oscar II. Il décède de la grippe de 1918, juste avant la fin de la Première Guerre mondiale.

## Titulature
- 20 avril 1889 - 7 juin 1905 : Son Altesse royale le prince Erik de Suède et de Norvège, duc de Västmanland
- 7 juin 1905 - 20 septembre 1918 : Son Altesse royale le prince Erik de Suède, duc de Västmanland

Armoiries du prince Erik de 1889 à 1905.
Armoiries du prince Erik à partir de 1905.
Monogramme du prince Erik.

## Sources
- (sv) Cet article est partiellement ou en totalité issu de l’article de Wikipédia en suédois intitulé « Prins Erik, hertig av Västmanland » (voir la liste des auteurs).